# أوفيلي بو
أوفيلي بو (بالفرنسية: Ophélie Bau)‏ هي ممثلة فرنسية ولدت في 29 يوليو 1992.

## وصلات خارجية
- أوفيلي بو على موقع IMDb (الإنجليزية)
- أوفيلي بو على موقع ألو سيني (الفرنسية)
- أوفيلي بو على موقع قاعدة بيانات الفيلم (الإنجليزية)
- أوفيلي بو على موقع ليتربوكسد (الإنجليزية)
- أوفيلي بو على موقع كينوبويسك (الروسية)